# Ichirō Doi
Ichirō  Doi (jap. 土井 一郎, Doi Ichirō; * um 1955) ist ein japanischer Jazzmusiker (Piano, E-Piano).
Ichirō Doi spielte ab den 1970er-Jahren in der japanischen Jazzszene; erste Aufnahmen entstanden 1976 mit dem Hachirō Kurita Trio und  Kōnosuke Saijō (Let Me Love You). 1978 nahm er mit dem Mabumi Yamaguchi Quartett auf (Leeward (1978), mit Ikuo Sakurai, Hideo Sekine); Anfang des folgenden Jahrzehnts gehörte er der Band Isao Suzuki & New Family an, mit der er vier Alben aufnahm. 1984/85 spielte er mit der Flötistin Tamami Koyake, zu hören auf deren Aufnahmen mit Hank Jones und Larry Coryell. Im Bereich des Jazz listet ihn Tom Lord zwischen 1976 und 1991 bei neun Aufnahmesessions, zuletzt mit der Sängerin Aoi Katō (Mauve).